# Courcelles (Nièvre)
Courcelles település Franciaországban, Nièvre megyében. Lakosainak száma 228 fő (2022. január 1.). Courcelles Corvol-l’Orgueilleux, Saint-Pierre-du-Mont, Varzy és La Chapelle-Saint-André községekkel határos.

## Népesség
A település népességének változása:
| Lakosok száma | 205  | 211  | 218  | 217  | 218  | 219  | 219  | 224  | 228  |
|               | 2013 | 2015 | 2016 | 2017 | 2018 | 2019 | 2020 | 2021 | 2022 |